# Juana Goizueta
Juana Goizueta Vértiz (Lesaca, Navarra, 14 de octubre de 1969) es una jurista, constitucionalista y profesora universitaria española.  
Es profesora de derecho constitucional en la Universidad del País Vasco desde 1994. Fue la Decana de la Facultad de Derecho de la Universidad del País Vasco desde el año 2014 hasta 2022.
Desde 2025 es la secretaria general de la Universidad del País Vasco y vicerrectora de Guipúzcoa.

## Biografía
Nació en Lesaka (Navarra) en el año 1969. En el año 1992 se licenció en Derecho por la Universidad de Navarra. De 1992 a 1994 fue profesora ayudante de derecho constitucional en la Universidad de Navarra. Desde 1994 es profesora agregada (acreditada a Plena) de Derecho Constitucional en la Universidad del País Vasco. En el año 2006 se doctoró en Derecho por la Universidad del País Vasco con la tesis El derecho a la libre circulación y residencia en la Constitución española.
Ha realizado diversas estancias investigadoras en el extranjero. Ha participado en una veintena de Proyectos de Investigación de ámbito europeo y nacional. Entre ellos: “El Senado como Cámara territorial real”; “El estatuto jurídico y los derechos de los inmigrantes”; o “Las implicaciones constitucionales de los procesos de integración en América Latina”.
Es autora/coautora de más de medio centenar de publicaciones. Ha participado en cerca de 40 congresos impartiendo ponencias tanto en foros nacionales como internacionales. Sus líneas de investigación se centran en el estudio de los derechos fundamentales, las políticas migratorias, la ciudadanía europea y la igualdad de género principalmente.
Ha sido profesora en diversos másteres, entre otros: Máster de Igualdad de Mujeres y hombres (Universidad del País Vasco); Master Internacional de Sociología Jurídica (Instituto Internacional de Sociología Jurídica de Oñate); Máster on line sobre Inmigración y Cooperación al desarrollo en la Unión Europea (Universidad del País Vasco); Master Oficial en Estudios de la Unión Europea de la Facultad de Derecho de la Universidad de La Coruña; Master Oficial Universitario en Integración Política y Unión Económica de la Unión Europea (Universidad del País Vasco); y Master Oficial Universitario en Sociedad Democrática, Estado y Derecho (Universidad del País Vasco).
Ha formado parte de la Secretaría Académica del Curso Interactivo Superior sobre la Constitución Europea, ha sido miembro de la Comisión Académica y directora del máster sobre Inmigración y Cooperación al Desarrollo en la Unión Europea. Es directora de la Clínica Jurídica por la Justicia Social de la UPV/EHU. Es miembro del Instituto de Derecho Público (Centro Especial de Investigación de la Universidad de Barcelona), del Comité de Ética Institucional de la Diputación Foral de Guipúzcoa y del Comité de Arbitraje de la Cámara de Comercio de Guipúzcoa.
Entre sus cargos académicos, destacan ser vicedecana I de Calidad, Innovación y profesorado del 31 de octubre de 2012 hasta el 7 de noviembre de 2013, decana de la Facultad de Derecho desde el 7 de noviembre de 2013, codirectora de la Clínica Jurídica por la Justicia Social de la Facultad de Derecho de la Universidad del País Vasco, miembro de la Comisión de Desarrollo Estatutario, miembro de la Comisión Económica, miembro del Consejo de Gobierno, miembro de la Comisión de Posgrado o Vicepresidenta de la Conferencia de Decanas y Decanos de Facultades de Derecho de España.